# Esch (Elsdorf)
Esch is een dorp in, en sedert 2011 officieel een stadsdistrict van de Duitse gemeente Elsdorf, deelstaat Noordrijn-Westfalen, en telde op 31 mei 2024 volgens de website van de gemeente Elsdorf 2.286 inwoners.

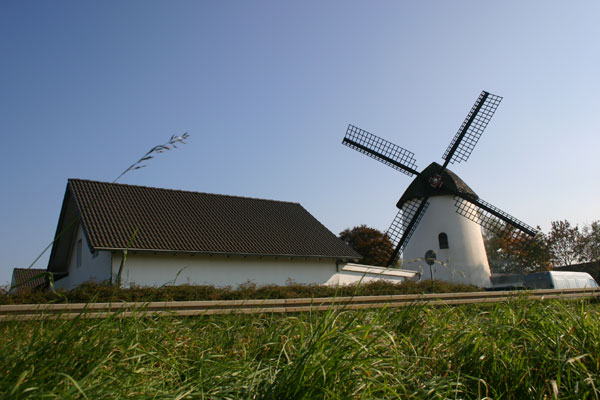
Windmolen bij Esch

Esch ligt enkele kilometers ten west-noordwesten van de hoofdplaats van de gemeente, Elsdorf.
Op 6 november 1921 stortte de rooms-katholieke Sint-Laurentiuskerk te Esch direct na een kerkdienst in, ten gevolge van een zware storm. Vijf schoolmeisjes kwamen daarbij om het leven, zes andere en hun onderwijzeres overleefden deze ramp. Wonder boven wonder bleef het Mariabeeld in de kerk onbeschadigd. Daarna moest de kerk gesloopt en vervolgens herbouwd worden.
Voor meer gegevens zie onder Elsdorf.